# Fortaleza de Carlsten
A Fortaleza de Carlsten - em sueco Karlstens fästning ou Carlstens fästning ( PRONÚNCIA) - é uma fortificação militar na ilha sueca de Marstrand na Bohuslän, a 20 km da cidade de Kungälv.

A sua construção começou no séc. XVII por ordem do rei Carlos X, quando a Suécia tinha adquirirido a Bohuslän à Noruega pelo Tratado de Roskilde em 1658. Em 1860, a fortaleza estava concluída.

## Etimologia e uso
A fortaleza recebeu o seu nome em 1676 em alusão ao rei Karl X Gustav (Carlos X). 
Está mencionada como Carlsstein em 1667, ano do início da sua construcão.
É também chamada Marstrands fästning (lit. Fortaleza de Marstrand) ou Skansen (lit. Fortim).

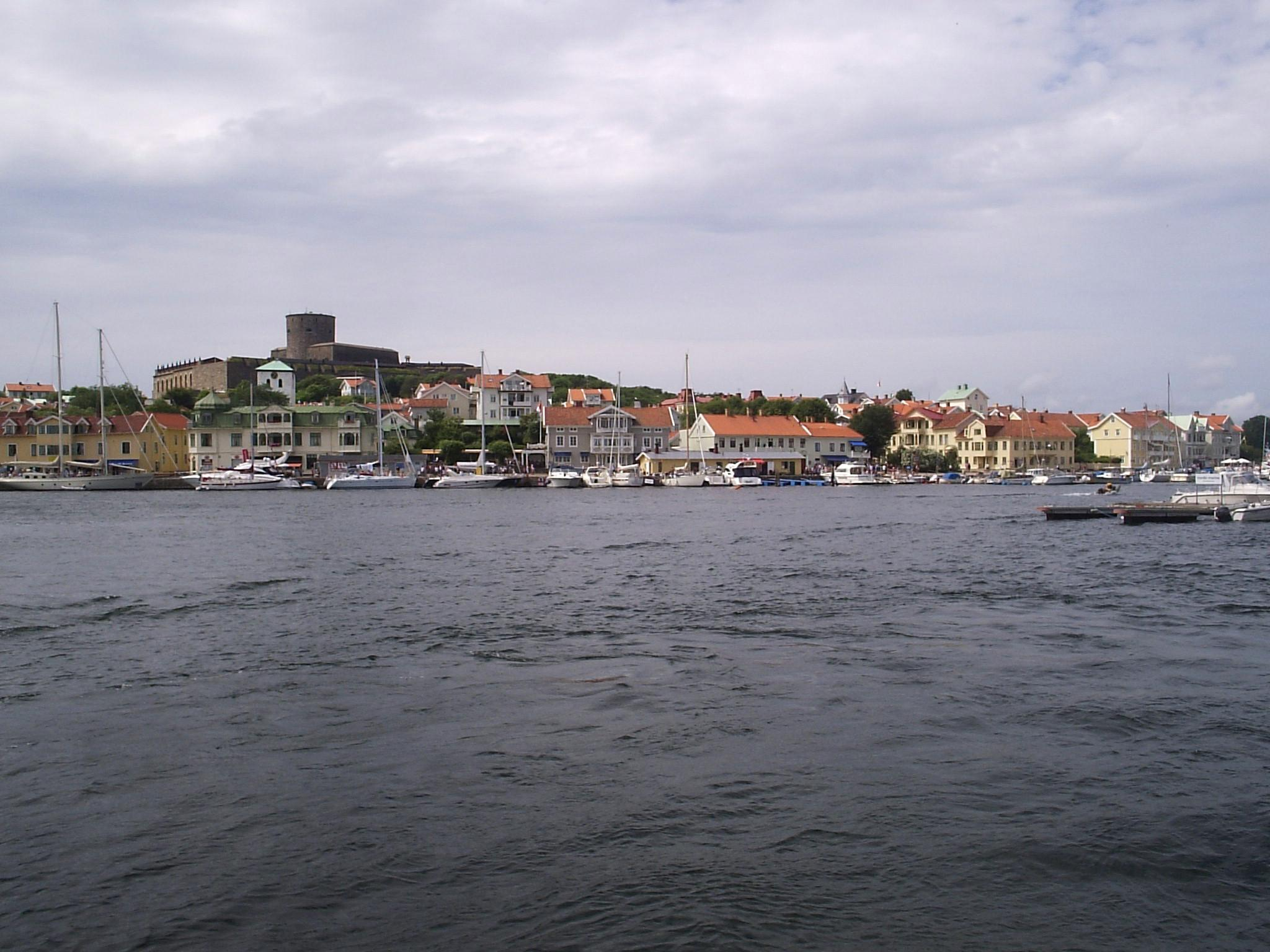
Vista de Marstrand com a fortaleza ao fundo.
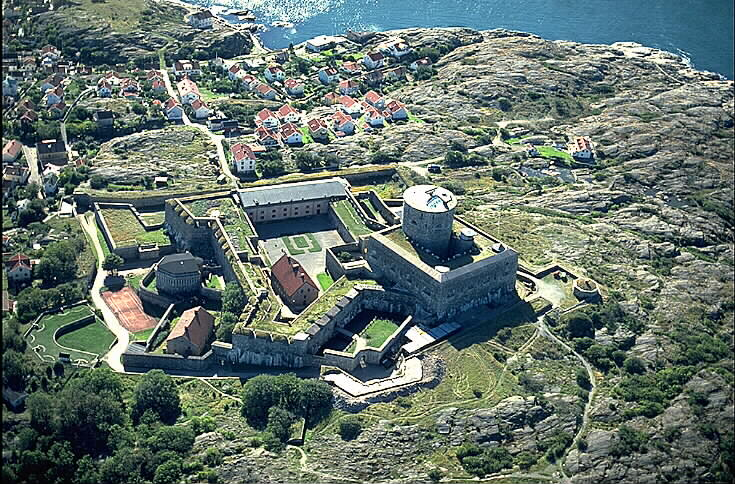
A fortaleza de Karlsten e a localidade de Marstrand.
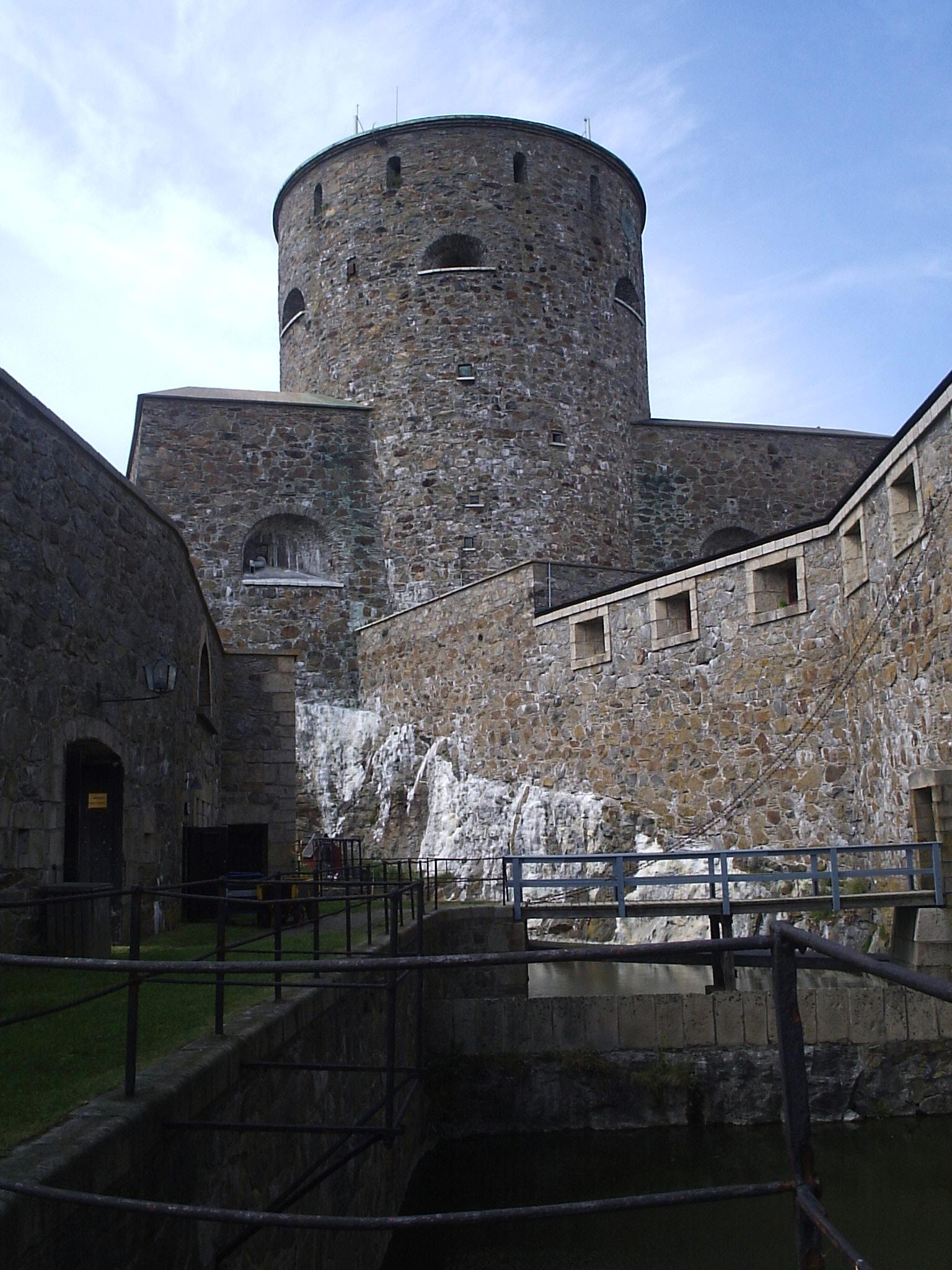
Interior da fortaleza.
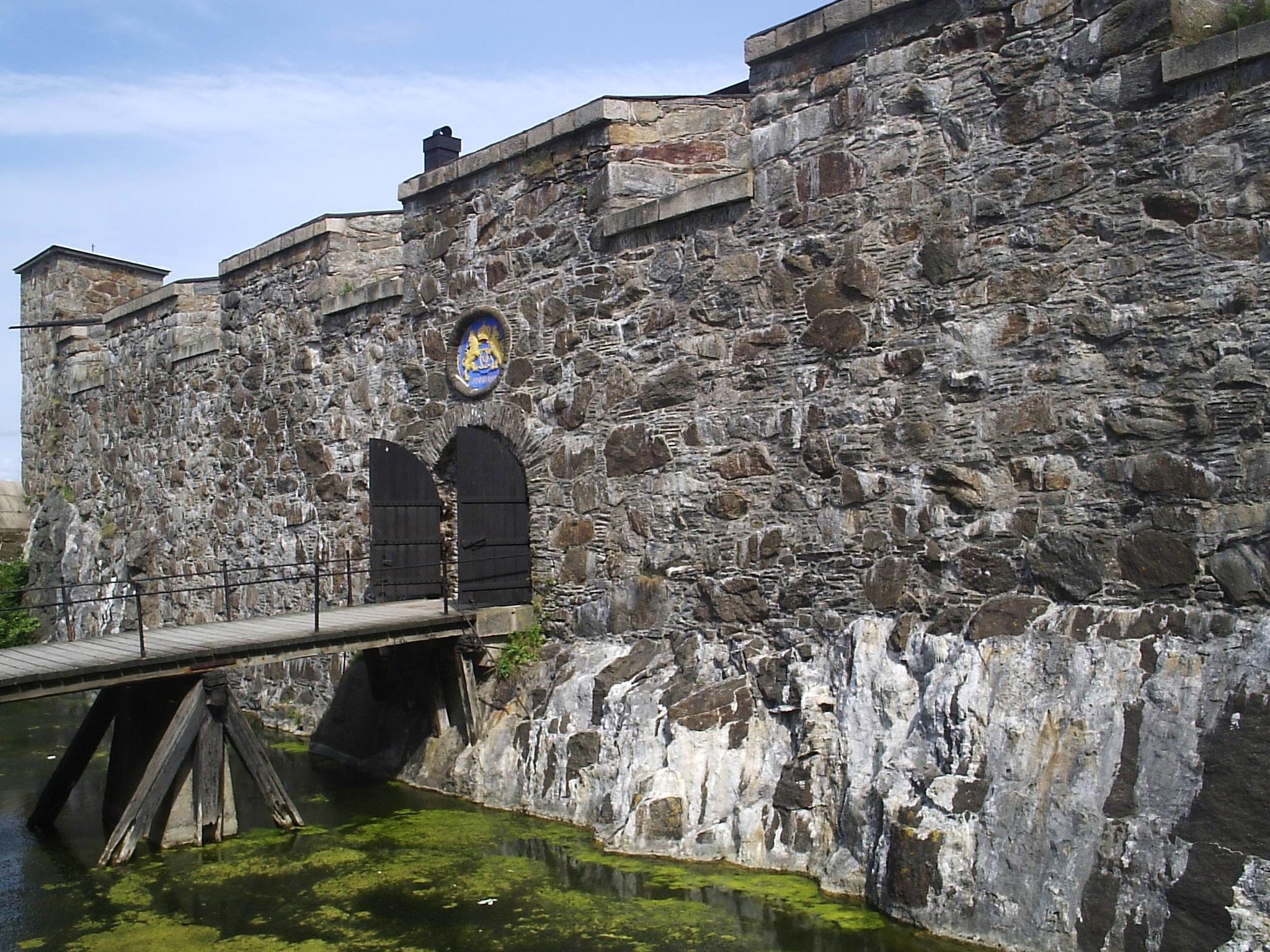
Portão real (Kungsporten).